# Désiré Yaméogo
Désiré Yaméogo, né le 10 mai 1965 à Sabou, est un acteur, comédien et marionnettiste burkinabè. 

## Biographie

### Enfance, études et début
Désiré Yaméogo naît le 10 mai 1965 à Sabou dans la province du Boulkiemdé. Il fait ses premiers pas au théâtre de la Fraternité de Jean Pierre Gingané entre 1989 et 1995. Il est titulaire d'une licence en Lettres, d’un C2 de maîtrise en  Arts du spectacle et d’un C2 de Maîtrise en Critique Littéraire. 

### Carrière
Figure bien connue du cinéma, il est aussi comédien de théâtre et marionnettiste. Il interprète le rôle du Capitaine Thomas Sankara dans le film Sankara et Moi. Et aussi le rôle de Mensah dans le long métrage du réalisateur burkinabè Missa Hébié, "En attendant le vote" qui est une adaptation du roman de Ahmadou Kourouma, en attendant le vote des bêtes sauvages. De 2000 à 2002, il a été coordonnateur du carrefour international de théâtre de Ouagadougou (CITO). Désiré Yaméogo est aussi membre fondateur et actuel directeur de la compagnie de marionnettistes "Les Gens du Wisga".  

### Vie associative
Désiré Yaméogo  est l'actuel Secrétaire général de l’Association burkinabè des comédiens et comédiennes du cinéma (ABCC) .

## Filmographie

### Long métrage
- 2010: En attendant le vote...
- 2011: Julie et Roméo du réalisateur Boubacar Diallo[5].
- 2016: Un président au maquis du réalisateur Laurent Deboise[6]
- 2016: Le Complot du réalisateur Habibou Zoungrana[7]
- 2017: La forêt de Niolo du réalisateur Adama Roamba[8].
- 2017: Carton Rouge de la réalisatrice Augusta Palenfo
- 2020: Graine de la réalisatrice Alima Ouédraogo
- 2021: Sankara et Moi du réalisateur Laurent Deboise [9]
- 2021: Madame l’Ambassadrice de la réalisatrice Augusta Palenfo[10]
- 2023: Une si longue nuit de la réalisatrice Delphine Yerbanga.

### Court métrage
- 2008: L'anniversaire du réalisateur Idrissa Ouédraogo[11].
- 2010: Tiiga du réalisateur Antoine Yougbaré[12].
- 2018 : Ça tourne à Ouaga de la réalisatrice Irène Tassembedo[13]
- 2019: Pour un rien de l'actrice et réalisatrice Samira Sawadogo[14].
- 2022: Double Je de la réalisatrice Loren Sanou[15].

### Série
- 2002 : Monia et Rama[16] (épisode 1-20) de la réalisatrice Apoline Traoré
- Omar et Charly
- Honorables Députés
- Le clan du caméléon
- Identitaire
- Odyssée
- Super Flics
- Commissariat de Tampy
- L’avocat des causes perdues
- Affaires Publiques
- Les jeunes branchés
- Kadi Jolie
- Bienvenue à Kikidéni[17]
- Une femme à Kosyam [18]
- 2022: De plus en plus loin[19]